# U-435
El submarí alemany U-435 va ser un submarí tipus VIIC construït per la Kriegsmarine de l'Alemanya nazi per al servei durant la Segona Guerra Mundial.

## Disseny
Els submarins alemanys de tipus VIIC van ser precedits pels submarins de tipus VIIB més curts. L'U-435 tenia un desplaçament de 769 tones (757 tones llargues) quan estava a la superfície i de 871 tones (857 tones llargues) mentre estava submergit. Tenia una longitud total de 67,10 m (220 peus 2 polzades), una longitud del casc a pressió de 50,50 m (165 peus 8 polzades), una mànega de 6,20 m (20 peus 4 polzades), una alçada de 9,60 m (31 peus 6 polzades) i un calat de 4,74 m (15 peus 7 polzades). El submarí estava propulsat per dos motors dièsel sobrealimentats de sis cilindres i quatre temps Germaniawerft F46, produint un total de 2.800 a 3.200 cavalls de potència (2.060 a 2.350 kW; 2.760 a 3.160 shp) per al seu ús a la superfície, dos motors elèctrics de doble efecte AEG GU 460/8–27 que produïen un total de 750 cavalls de potència (75500 kW); shp) per utilitzar-lo submergit. Tenia dos eixos i dues hèlixs d'1,23 m (4 peus). El vaixell era capaç d'operar a profunditats de fins a 230 metres (750 peus).
El submarí tenia una velocitat màxima en superfície de 17,7 nusos (32,8 km/h; 20,4 mph) i una velocitat màxima submergida de 7,6 nusos (14,1 km/h; 8,7 mph). Quan estava submergit, el vaixell podia operar durant 80 milles nàutiques (150 km; 92 milles) a 4 nusos (7,4 km/h; 4,6 mph); mentre que a la superfície podia viatjar 8.500 milles nàutiques (15.700 km; 9.800 milles) a 10 nusos (19 km/h; 12 mph).
L'U-435 estava equipat amb cinc tubs de torpedes de 53,3 cm (21 polzades) (quatre muntats a la proa i un a la popa), catorze torpedes, un canó naval SK C/35 de 8,8cm (3,46 polzades), 220 projectils i un canó antiaeri C/30 de 2 cm (0,79 polzades). El vaixell tenia una tripulació de d'entre 44 i 60 oficials i mariners.

## Història
La seva quilla es va posar l'11 d'abril de 1940 a F Schichau GmbH, Danzig, amb número de drassana 1477, avarat el 31 de maig de 1941 i comissionat el 30 d'agost de 1941 el comandament del Korvettenkapitän Siegfried Strelow.
El servei del vaixell va començar el 30 d'agost de 1941 amb entrenament com a part de la 5a Flotilla d'U-Boot, seguit d'un servei actiu com a part de la 1a Flotilla. Va ser transferit a l'11a Flotilla l'1 de juliol de 1942 per al servei actiu a l'Atlàntic. Va tornar a la 1a Flotilla l'1 de febrer de 1943
En vuit patrulles realitzades enfonsà 9 mercants, a més de 3 vaixells de guerra i un auxiliar, amb un total de 56.168 GRT i 855 tones.
Comboi PQ 13
L'U-456 atacà i danyà el carguer estatunidenc Effingham que estava dispers dins del comboi. El U-435 va acabar amb el vaixell abandonat.
Comboi QP 10
El U-435 va tenir més èxit a l'abril enfonsant tant el carguer panameny El Occidente com el vapor britànic Harpalion . El retardat Harpalion va ser rematat després de ser abandonat, ja que havia estat greument danyat prèviament pels bombarders en picat Ju 88 de la Luftwaffe.
Comboi QP 14
El U-435 va tenir encara més èxit quan va formar part d'un atac combinat contra el Comboi Àrtic QP 14. Va enfonsar 4 vaixells, entre els quals el dragamines HMS Leda, el petrolier de la flota de la RFA Gray Ranger, el vaixell Liberty britànic Ocean Voice i el carguero americà Bellingham .
Comboi ONS 154
El U-435 va continuar els seus èxits anteriors enfonsant 3 vaixells de l'ONS 154, el vaixell CAM Empire Shackleton, el carguer Norse King i el vaixell de servei especial HMS Fidelity. També se li van atribuir dues llanxes de desembarcament transportades al Fidelity quan va ser enfonsat.

### Llopades
L'U-435 va participar en 11 llopades:
- Hecht (27 de gener de – 4 de febrer de 1942)
- Umbau (4 – 16 de febrer de 1942)
- Eiswolf (28 – 31 de març de 1942)
- Robbenschlag (7 – 13 d'abril de 1942)
- Nebelkönig (27 de juliol de – 14 d'agost de 1942)
- Ungestüm (11 – 30 de desembre de 1942)
- Burggraf (24 de febrer de – 5 de març de 1943)
- Raubgraf (7 – 19 de març de 1943)
- Trutz (1 – 16 de juny de 1943)
- Trutz 3 (16 – 29 de juny de 1942)
- Geier 2 (30 de juny de – 9 de juliol de 1943)

### Destí
L'U-435 va ser enfonsat el on 9 de juliol de 1943 a l'Atlàntic, a l'oest de Figueira, Portugal a la posició 39° 48′ N, 14° 22′ O / 39.800°N,14.367°O; va ser bombardejat amb càrregues de profunditat per un Wellington del 179è Esquadró de la RAF.
No hi van haver supervivents.

## Comandants
- K.Kapt. Siegfried Strelow - 30 d'agost de 1941 – 9 de juliol de 1943

## Resum de l'historial d'atacs
| Data                   | Nom               | Nationalitat          | Tonatge | Destí    |
| ---------------------- | ----------------- | --------------------- | ------- | -------- |
| 30 de març de 1942     | Effingham         | Estats Units          | 6,421   | Enfonsat |
| 13 d'abril de 1942     | SS El Occidente   | Panamà                | 6,008   | Enfonsat |
| 13 d'abril de 1942     | Harpalion         | Regne Unit            | 5,486   | Enfonsat |
| 20 de setembre de 1942 | HMS Leda          | Royal Navy            | 835     | Enfonsat |
| 22 de setembre de 1942 | Bellingham        | Regne Unit            | 5,345   | Enfonsat |
| 22 de setembre de 1942 | RFA Grey Ranger   | Royal Fleet Auxiliary | 3,313   | Enfonsat |
| 22 de setembre de 1942 | Ocean Voice       | Regne Unit            | 7,174   | Enfonsat |
| 29 de desembre de 1942 | Empire Shackleton | Regne Unit            | 7,068   | Enfonsat |
| 29 de desembre de 1942 | Norse King        | Noruega               | 5,701   | Enfonsat |
| 30 de desembre de 1942 | HMS Fidelity      | Royal Navy            | 2,456   | Enfonsat |
| 30 de desembre de 1942 | HMS LCV-752       | Royal Navy            | 10      | Enfonsat |
| 30 de desembre de 1942 | HMS LCV-754       | Royal Navy            | 10      | Enfonsat |
| 17 de març de 1943     | William Eustis    | Estats Units          | 7,196   | Enfonsat |